# Netball-Weltmeisterschaft 2007
Die Netball-Weltmeisterschaft 2007 war die zwölfte Austragung der Weltmeisterschaft im Netball. Die Weltmeisterschaft wurde in Auckland, Neuseeland in The Trusts Arena auf Hallenspielfeldern ausgetragen. Im Finale setzte sich Australien mit 42:38 gegen Neuseeland durch und konnte sich so die neunte Weltmeisterschaft sichern.

## Teilnehmer
| - Australien - Barbados - Botswana - Cookinseln - England - Fiji - Jamaika - Malawi | - Malaysia - Neuseeland - Südafrika - Samoa - Schottland - Singapur - Trinidad und Tobago - Wales |

## Format
In einer Vorrunde spielten die Mannschaften in vier Vierer-Gruppen jeweils Jeder gegen Jeden. Für einen Sieg gab es zwei Punkte, für ein Unentschieden einen Punkt. Die beiden Erstplatzierten einer jeden Gruppe qualifizierten sich für das Viertelfinale und spielten im Play-off-System den Turniersieger aus. Die verbliebenen Mannschaften spielten ebenfalls im Play-off-System alle Platzierungen aus.

## Vorrunde
Während des Turniers gab es die folgenden Ergebnisse.

### Gruppe A
Tabelle
| Rang | Land       | Gew. | Unent. | Verl. | Punkte |
| ---- | ---------- | ---- | ------ | ----- | ------ |
| 1    | Neuseeland | 3    | 0      | 0     | 6      |
| 2    | Malawi     | 2    | 0      | 1     | 4      |
| 3    | Wales      | 1    | 0      | 2     | 2      |
| 4    | Botswana   | 0    | 0      | 3     | 0      |

Spiele
| 10. November (20:10) | Auckland | Neuseeland 85 | – | Malawi 26 |
|                      |          |               |   |           |

| 11. November (14:10) | Auckland | Wales 54 | – | Botswana 35 |
|                      |          |          |   |             |

| 12. November (14:10) | Auckland | Malawi 44 | – | Botswana 32 |
|                      |          |           |   |             |

| 12. November (16:10) | Auckland | Neuseeland 86 | – | Wales 24 |
|                      |          |               |   |          |

| 13. November (12:10) | Auckland | Wales 52 | – | Malawi 55 |
|                      |          |          |   |           |

| 13. November (18:10) | Auckland | Neuseeland 76 | – | Botswana 20 |
|                      |          |               |   |             |

### Gruppe B
Tabelle
| Rang | Land                | Gew. | Unent. | Verl. | Punkte |
| ---- | ------------------- | ---- | ------ | ----- | ------ |
| 1    | Australien          | 3    | 0      | 0     | 6      |
| 2    | Samoa               | 2    | 0      | 1     | 4      |
| 3    | Trinidad und Tobago | 1    | 0      | 2     | 2      |
| 4    | Schottland          | 0    | 0      | 3     | 0      |

Spiele
| 11. November (14:10) | Auckland | Trinidad und Tobago 47 | – | Schottland 39 |
|                      |          |                        |   |               |

| 11. November (20:10) | Auckland | Australien 82 | – | Samoa 26 |
|                      |          |               |   |          |

| 12. November (12:10) | Auckland | Samoa 60 | – | Schottland 39 |
|                      |          |          |   |               |

| 12. November (18:10) | Auckland | Australien 78 | – | Trinidad und Tobago 34 |
|                      |          |               |   |                        |

| 13. November (14:10) | Auckland | Australien 90 | – | Schottland 20 |
|                      |          |               |   |               |

| 13. November (16:10) | Auckland | Trinidad und Tobago 48 | – | Samoa 52 |
|                      |          |                        |   |          |

### Gruppe C
Tabelle
| Rang | Land       | Gew. | Unent. | Verl. | Punkte |
| ---- | ---------- | ---- | ------ | ----- | ------ |
| 1    | Jamaika    | 3    | 0      | 0     | 6      |
| 2    | Cookinseln | 2    | 0      | 1     | 4      |
| 3    | Fiji       | 1    | 0      | 2     | 2      |
| 4    | Singapur   | 0    | 0      | 3     | 0      |

Spiele
| 11. November (16:10) | Auckland | Fiji 61 | – | Singapur 32 |
|                      |          |         |   |             |

| 11. November (18:10) | Auckland | Jamaika 71 | – | Cookinseln 29 |
|                      |          |            |   |               |

| 12. November (12:10) | Auckland | Cookinseln 45 | – | Singapur 43 |
|                      |          |               |   |             |

| 12. November (20:10) | Auckland | Jamaika 78 | – | Fiji 35 |
|                      |          |            |   |         |

| 13. November (14:10) | Auckland | Cookinseln 42 | – | Fiji 36 |
|                      |          |               |   |         |

| 13. November (16:10) | Auckland | Jamaika 91 | – | Singapur 35 |
|                      |          |            |   |             |

### Gruppe D
Tabelle
| Rang | Land      | Gew. | Unent. | Verl. | Punkte |
| ---- | --------- | ---- | ------ | ----- | ------ |
| 1    | England   | 3    | 0      | 0     | 6      |
| 2    | Südafrika | 2    | 0      | 1     | 4      |
| 3    | Barbados  | 1    | 0      | 2     | 2      |
| 4    | Malaysia  | 0    | 0      | 3     | 0      |

Spiele
| 11. November (12:10) | Auckland | Südafrika 67 | – | Malaysia 28 |
|                      |          |              |   |             |

| 11. November (16:10) | Auckland | England 87 | – | Barbados 34 |
|                      |          |            |   |             |

| 12. November (14:10) | Auckland | Südafrika 56 | – | Barbados 36 |
|                      |          |              |   |             |

| 12. November (16:10) | Auckland | England 99 | – | Malaysia 16 |
|                      |          |            |   |             |

| 13. November (12:10) | Auckland | Barbados 62 | – | Malaysia 38 |
|                      |          |             |   |             |

| 13. November (20:10) | Auckland | England 62 | – | Südafrika 32 |
|                      |          |            |   |              |

## Trostrunde

### Viertelfinale (9–16)
| 14. November (14:10) | Auckland | Barbados 43 | – | Botswana 44 |
|                      |          |             |   |             |

| 14. November (16:10) | Auckland | Trinidad und Tobago 42 | – | Singapur 32 |
|                      |          |                        |   |             |

| 14. November (18:10) | Auckland | Fiji 58 | – | Schottland 37 |
|                      |          |         |   |               |

| 14. November (20:10) | Auckland | Wales 69 | – | Malaysia 32 |
|                      |          |          |   |             |

### Halbfinale (13–16)
| 15. November (12:10) | Auckland | Barbados 44 | – | Singapur 43 |
|                      |          |             |   |             |

| 15. November (14:10) | Auckland | Schottland 64 | – | Malaysia 40 |
|                      |          |               |   |             |

### Halbfinale (9–12)
| 15. November (12:10) | Auckland | Botswana 39 | – | Trinidad und Tobago 38 |
|                      |          |             |   |                        |

| 15. November (16:10) | Auckland | Fiji 68 | – | Wales 36 |
|                      |          |         |   |          |

### Spiel um die Plätze 14
| 16. November (12:10) | Auckland | Singapur 59 | – | Malaysia 44 |
|                      |          |             |   |             |

### Spiel um die Plätze 13
| 16. November (14:10) | Auckland | Barbados 51 | – | Schottland 45 |
|                      |          |             |   |               |

### Spiel um die Plätze 11
| 16. November (12:10) | Auckland | Trinidad und Tobago 48 | – | Wales 45 |
|                      |          |                        |   |          |

### Spiel um die Plätze 9
| 16. November (14:10) | Auckland | Botswana 20 | – | Fiji 65 |
|                      |          |             |   |         |

## Finalrunde

### Viertelfinale
| 15. November (14:10) | Auckland | England 37 | – | Malawi 65 |
|                      |          |            |   |           |

| 15. November (16:10) | Auckland | Australien 90 | – | Cookinseln 22 |
|                      |          |               |   |               |

| 15. November (18:10) | Auckland | Jamaika 73 | – | Samoa 42 |
|                      |          |            |   |          |

| 15. November (20:10) | Auckland | Neuseeland 82 | – | Südafrika 23 |
|                      |          |               |   |              |

### Halbfinale (5 bis 8)
| 16. November (16:10) | Auckland | Samoa 50 | – | Südafrika 54 |
|                      |          |          |   |              |

| 16. November (16:10) | Auckland | Cookinseln 47 | – | Malawi 61 |
|                      |          |               |   |           |

### Halbfinale
| 16. November (18:10) | Auckland | England 33 | – | Australien 51 |
|                      |          |            |   |               |

| 16. November (20:10) | Auckland | Neuseeland 59 | – | Jamaika 49 |
|                      |          |               |   |            |

### Spiel um Platz 7
| 17. November (14:10) | Auckland | Samoa 55 | – | Cookinseln 56 |
|                      |          |          |   |               |

### Spiel um Platz 5
| 17. November (16:10) | Auckland | Malawi 55 | – | Südafrika 49 |
|                      |          |           |   |              |

### Spiel um Platz 3
| 17. November (18:10) | Auckland | England 52 | – | Jamaika 53 |
|                      |          |            |   |            |

### Finale
| 17. November (20:10) | Auckland | Neuseeland 38 | – | Australien 42 |
|                      |          |               |   |               |